# Fate/stay night Unlimited Blade Works (电视动画)
]]

BD-BOX第一卷封面，由武内崇作画

《Fate/stay night [Unlimited Blade Works]》是ufotable制作的电视动画，改编自视觉小说《Fate/stay night》的“Unlimited Blade Works”（無限劍製）故事线，共26集，于2014年10月4日首播。故事主要讲述了日本冬木市的高中生和业余魔术师卫宫士郎意外卷入了第五次圣杯战争，一场由七名被称为“master”（御主）的魔术师召唤出传说中的英雄“servant”（从者）并签订契约，为争夺万能的许愿机“圣杯”而互相厮杀的战争。
动画创作的构想由ufotable制片人近藤光提出，他希望根据视觉小说《Fate/stay night》的基础上创作一部新的改编动画。尽管最初许多工作人员因小说有三条故事线而对如何正确改编这部小说意见不一，但最终决定改编“Unlimited Blade Works”故事线。在创作该动画时，ufotable希望进一步探索主人公卫宫士郎与Archer之间的冲突，同时提供视觉小说中没有的新场景。剧中音乐由深泽秀行创作。该动画共26集，分为两季，分别于2014年10月4日至12月27日和2015年4月4日至6月27日播出。2015年，DVD和蓝光光碟在日本和英语地区发行。
《Fate/stay night [Unlimited Blade Works]》是2014年底最受期待的动画之一，紧随着Fate系列的流行和ufotable改编动画《Fate/Zero》的成功。动画一经发行就收到评论家的高度评价，他们特别赞扬角色們的写作以及动画视觉上的引人注目。它在日本取得了重大的商业成功，拥有多个最畅销的家庭媒体版本，并获得了《Newtype》杂志的多个奖项。

## 剧情
故事围绕着主角卫宫士郎展开，士郎是一名勤奋而纯朴的高中生，意外地参加了名为第五次圣杯战争的生死之战，一场由七名被称为“master”（御主）的魔术师召唤出“servant”（从者）并签订契约，为争夺万能的许愿机“圣杯”而互相厮杀的战争。“servant”是传说中的英雄，为夺取圣杯被召唤于现世，被分成七个职阶：Saber、Lancer、Archer、Rider、Caster、Assassin、Berserker，每个职阶都有其特殊的能力和作战方式。
士郎是故事开始的十年前发生的火灾的幸存者，在火灾中失去双亲后被一个名叫卫宫切嗣的魔術師所救，并收为养子。士郎因自己没能救下那些死去的人而有著强烈的幸存者的负罪感，这与从養父得到的救赎結合，成為了他对正义与和平的强烈渴望。得知養父是一名魔术师后，士郎一直缠着他教授魔术，但切嗣认为士郎不需要魔术而不愿教他，后来受不住士郎的乞求而教授他基本的投影和强化魔术。他认真地训练自己的身体和微不足道的魔術能力以帮助他人。几年后切嗣去世，在养父去世前，他被告知切嗣未能实现成为“正义的伙伴”的理想，挽救尽可能多的人，士郎承诺会继承他的理想。对养父的理想的追求成为了他的生活方式，由于强烈的幸存者负罪感，他受不了见死不救，别人请求帮助一般不会拒绝。
2004年2月2日晚，士郎在帮忙打扫弓道社时偶然目睹了两名servant——Archer和Lancer间的战斗。被发现后，他被Lancer追杀灭口，濒死之际幸得Archer的master远坂凛用父亲留下的吊坠所救。而他没死的事很快被Lancer知道，清醒后刚到家不久就被Lancer追杀。此时Archer和凛正赶来营救士郎。士郎为躲避追杀，慌乱中逃进了平日用于练习魔术的仓库里寻找武器，就在即将被杀之前，他意外地召唤出了他的servant——Saber，后者将Lancer击退。召唤结束后，士郎的手上出现了名为“令咒”的红色印记，这是三道让从者服从的绝对命令，也意味着他正式成为了master。Saber迫使Lancer逃离后，Archer和凛已经趕到，而Saber将其视为敌人，将Archer迅速击退后，Saber准备将凛杀死，但士郎意外地使用令咒阻止了她。从凛口中得知圣杯战争的机制后，士郎和凛决定结成联盟，共同对抗其他master。通过擔任圣杯战争监督人的神父言峰绮礼，得知十年前的灾难正是上次圣杯战争的产物后，士郎同意以master的身份参与战争，以防止其他御主造成进一步的灾难，导致悲剧再度重演。

## 制作
| 原作                             | 奈須蘑菇／型月                 |
| 監督                             | 三浦貴博                       |
| 角色原案                         | 武内崇                         |
| - 角色設計 - 總作畫監督          | - 須藤友徳 - 田畑壽之 - 碇谷敦 |
| 色彩設計                         | - 千葉繪美 - 松岡美佳          |
| 美術監督                         | 衛藤功二                       |
| 攝影監督                         | 寺尾優一                       |
| 3D監督                           | 宍戸幸次郎                     |
| 剪接                             | 神野学                         |
| 音響監督                         | 岩浪美和                       |
| 音樂                             | 深澤秀行                       |
| 製作擔當                         | 近藤亮                         |
| 製作管理                         | 鈴木龍                         |
| 系統管理                         | 笠原健一郎                     |
| 助理製作人                       | 黑崎靜佳                       |
| 製作人                           | - 岩上敦宏 - 竹内友崇 - 近藤光 |
| 製片人                           | 近藤光                         |
| - 系列構成 - 劇本製作 - 動畫製作 | ufotable                       |
| 製作                             | - Aniplex - Notes - ufotable   |

### 企划

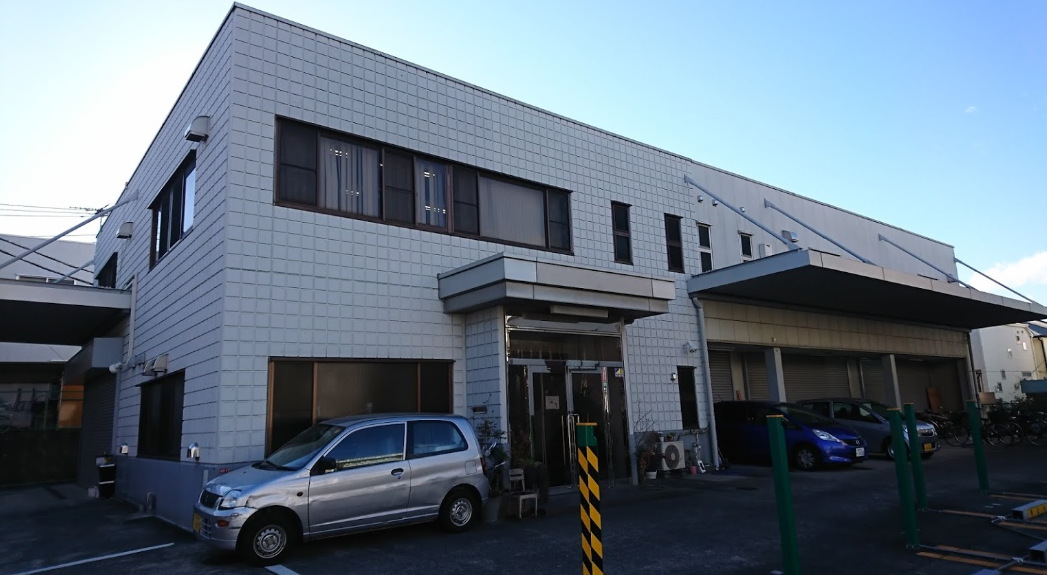
位于東京都杉並区的ufotable本社

2011年，TYPE-MOON将视觉小说《Fate/stay night》移植到PlayStation Vita上，此版本名为《Fate/stay night [Réalta Nua]》。ufotable负责为移植的每条故事线制作开场动画。2012年7月7日至8日，TYPE-MOON10周年纪念活动“TYPE-MOON Fes. -10th ANNIVERSARY EVENT-”在橫濱國際平和會議場举行，活动中播放了《Fate/stay night [Réalta Nua]》的开场动画。在听到视频播放时观众的欢呼声后，ufotable的制片人近藤光有了将该视觉小说改编成一个完整的动画系列的想法。近藤光向TYPE-MOON的首席执行官武内崇提出了这个想法，并得到了批准。在此之前，Studio Deen已经创作了两部基于视觉小说的动画作品，包括2006年主要基于“Fate”故事线的电视动画《Fate/stay night》，以及2010年基于“Unlimited Blade Works”故事线的动画电影《Fate/stay night Unlimited Blade Works》，虽然ufotable内部曾进行过关于动画改编的讨论，但近藤最初拒绝了，并表示已经两次动画化的作品没有必要再动画化:8–28。
《Fate/stay night》有三条故事线：“Fate”、“Unlimited Blade Works”和“Heaven's Feel”，这三条故事线的开头大致相似，但后面的剧情有极大的不同，它们分别侧重于三名女主角——Saber、远坂凛和间桐樱。ufotable制作委员会的成员对新动画的剧情有不同的意见。近藤光和武内崇等人希望重新改编“Fate”路线，以突显卫宫士郎在《Fate/Zero》中所表现的性格特征。然而，该想法因没有得到制作委员会其他成员的一致同意而被放弃。制片人岩上敦宏提议改编“Unlimited Blade Works”路线，作为《Fate/Zero》剧情的延续。岩上确信，这条路线的情节最好以电视动画而非动画电影来呈现:16–21。原作者奈須蘑菇最初也想将“Fate”路线动画化，但由于“Fate”路线已经在很多媒体展开，若将其动画化需要大幅度的改编，最终同意了将“Unlimited Blade Works”路线动画化:6-10,14,44-45。
几乎所有的动画制作都是在ufotable内部完成的，而不是电视动画制作中通常采用的統包方式，即以一集为单位全部委托给统包的制作公司来制作动画:135-152。

### 剧本制作
奈须在监修和执笔剧本时，表示将“以客观的视点将主人公士郎传达到观众的心中”:6-10,14,44-45。奈须在第一季主要负责脚本的监修，第二季则亲自制作、执笔动画版的原创展开和新的台词:135-152。
对于Archer，奈须表示“这是我第一次认真描绘他的过去”。奈须还认为，“应该让大家看到吉尔伽美什在Saber路线中展现的英雄形象”，所以奈须在動畫中比原作更多地展现吉尔伽美什冷酷的一面和英雄形象，此外，例如吉尔伽美什在固有结界中被士郎击败后所说的“是你赢了，满足的去死吧，假货”（お前の勝ちだ。満足して死ね、フェイカー）等台词和结局的展开都是由奈须追加或变更的。对于这一点，三浦评价道，“这10年来，奈须先生对吉尔伽美什的解释发生了变化，他变成了国王一般的角色”:9-10,11,13-14,22:135-152。其它新的设定，如Caster的原先的master阿特拉姆·加里阿斯塔，是由奈须和三浦与ufotable的主要工作人员协商后创作的。第15集中出现的爱因兹贝伦的设定是以原定加入但最终未加入原作游戏的伊莉雅路线中的设定为基础。从19集到21集描写的士郎和Archer的战斗也基于原作进行了变更:11-12。最后一集中，奈须描绘了原先只存在设定中的“伦敦篇”。这是因为ufotable的近藤认为原作的结局不足以结束“卫宫士郎的故事”，并要求奈须为最后一集想出一个原创故事。与此同时，奈须还提供了此前从未公开的魔术协会的设定等:9-10,11,13-14,22:135-152:8–28。
本作中新制作和追加的设定在《Fate/strange Fake》、《君主·埃尔梅罗二世事件簿》等其它Fate系列作品中也被使用。奈须将这项工作描述为“至今（2015年）我最深入动画制作的工作内容”:22-25。
此外，BD-BOX特典小说《Garden of Avalon》也由奈须执笔，是《Fate/stay night》系列的第一部小说，以补充Saber路线中阿尔托莉亚的人生经历:8–28。

### 动画制作
三浦贵博被选为监督（导演），因为他曾担任《Fate/stay night [Réalta Nua]》的开场导演。除了分镜和演出外，三浦还作为原画师参与了制作的最后阶段:9-10,11,13-14,22。
ufotable曾表示，他们希望以类似于《Fate/Zero》的黑暗基调来发展这个系列，而卫宫士郎的角色特征也与原始的视觉小说有所不同。監督三浦贵博指出，在未来的工作中，他更愿意把重点放在通过士郎的个人特质，而不是通过与他相关的女性角色来揭示士郎这个角色，这与原作有所不同:16-21。
角色设计方面，负责角色原案的武内崇表示，他只在他认为有必要的地方做了修改，并不想完全改变设计。不过，藤村大河的设计被改变，以强调她作为士郎监护人的地位:6-10,14,44-45。 如同《Fate/Zero》一样，角色设计由几名工作人员分工负责。三名角色设计中，须藤友德和碇谷敦都参与过《Fate/Zero》的制作，须藤友德负责曾在《Fate/Zero》登场的人物，如士郎、Archer、大河等，他在设计过程中经常将材料和关键动画交给其它成员审查，作为一名TYPE-MOON粉丝，須藤曾多次思考如何最好地刻画每个角色，描绘每个角色的表情。碇谷敦负责Lancer、Berserker、慎二等。田畑寿之是首次参加Fate相关企划的自由动画师，主要负责设计女性角色，如凛和Caster。
战斗场景方面，奈须要求三浦和ufotable制作团队的其他成员：“宝具效果的设定本身是无法改变的，但要使噱头更加现代化”，他们为Lancer的穿刺死棘之枪和吉尔伽美什的王之财宝制作了新的效果:8-28。奈须还将士郎说明为一个“不笑、不成长的角色”，三浦说他在画士郎时就意识到了这一点，认为他是“一个到最后都不会动摇的角色”:6-10,14,44-45。

### 配音
所有参与Studio DEEN的动画《Fate/stay night》的配音员都参与了本作的配音。杉山纪彰表示，他在开始为本作配音前很紧张，因为他自2010年起就没有参与主流的《Fate》系列的配音。杉山表示他担心在《Fate/kaleid liner 魔法少女☆伊莉雅》、《幻想嘉年华》等喜剧衍生作品中为卫宫士郎的配音会影响他在本作中的表现:34–37。Saber的声优川澄绫子表示，Saber在本作中的角色定位与“Fate”路线不同，因为她在本路线中对士郎并没有浪漫的感情，而仅仅将士郎视为她的master。

## 音乐
在近藤光的要求下，音乐由近藤光、音響監督岩浪美和和音乐人深澤秀行制作，在电视动画历史上首次采用“电影配乐法”（フィルムスコアリング方式），即根据已完成的画面制作音乐。最终歌曲总数为365首。原作的BGM主要在第24集被使用:135-152。此外，曾为《Fate/Zero》创作音乐的梶浦由纪也参与了制作。
第一季的片头曲是綾野真白的Ideal White，片尾曲是Kalafina的believe。第二季的片头曲是Aimer的Brave Shine，片尾曲Ring Your Bell由Kalafina演唱。Ring Your Bell的重混版，名为Ring Your Bell (in the silence)，被用作第15集的片尾曲。由Aimer演唱的歌曲LAST STARDUST被用作第20集的插曲。由LiSA翻唱的THIS ILLUSION被用作第12話（第一季结尾）的片尾曲，此曲也是视觉小说《Fate/stay night》的主题曲。
第二季片头曲演唱者Aimer也曾为PlayStation Vita版《Fate/hollow ataraxia》演唱主题曲，因奈须蘑菇和武内崇对Aniplex的请求而被起用，这次起用也是由于这种关系。Aimer将Brave Shine和LAST STARDUST作为片头曲的候补提交。之后，根据工作人员的协商，有速度感的Brave Shine被选为片头曲，但奈须对主题性超群的LAST STARDUST也很中意，他认为“如果不能使用LAST STARDUST的话，我想在樱路线使用它”。最终，LAST STARDUST被采用为插曲，并为配合画面而重新改写歌词。
原声带《Fate/stay night [Unlimited Blade Works] Original Soundtrack》由深泽秀行制作，于2020年1月22日由日本索尼音樂娛樂旗下的Aniplex发行。

## 宣传
2013年7月13日，《剧场版 空之境界 俯瞰风景3D》完成披露前夜祭发表了本作的制作的消息，同年12月27日开放官方网站。2014年5月，美国版官方网站设立。2014年7月27日，品川國際城市會館举行的“Fate Project最新情报发表会”发表了最新PV、制作路线、放送电视台以及时间。

## 剧集列表
| 總集數 | 集數 （季） | 標題                        | 編劇              | 分镜              | 演出              | 作画监督                                                                    | 首播日期       |
| ------ | ----------- | --------------------------- | ----------------- | ----------------- | ----------------- | --------------------------------------------------------------------------- | -------------- |
| 0      | 0           | 序章              | 佐藤和治          | 三浦贵博          | 三浦贵博          | 须藤友德、田畑寿之                                                          | 2014年10月4日  |
| 1      | 1           | 冬之日、命運之夜  | 佐藤和治          | 野中卓也          | 野中卓也          | 佐藤哲人、茂木貴之                                                          | 2014年10月11日 |
| 2      | 2           | 開幕之時          | 佐藤和治          | 笹岛启一          | 栖原隆史          | 石塚美雪、青木拓也 藤崎靜香                                                 | 2014年6月11日  |
| 3      | 3           | 初戰              | 佐藤和治 一之瀨樹 | 三浦貴博          | 垣松圭            | 須藤友德、碇谷敦                                                            | 2014年10月25日 |
| 4      | 4           | 戰意之所在        | 佐藤和治          | 野中卓也          | 野中卓也          | 佐藤哲人                                                                    | 2014年11月1日  |
| 5      | 5           | 放學後的舞蹈      | 佐藤和治          | 白井俊行          | 高橋健司 白井俊行 | 白井俊行                                                                    | 2014年11月8日  |
| 6      | 6           | 海市蜃樓          | 桧山彬            | 高桥拓郎          | 高桥拓郎          | 加藤泰久                                                                    | 2014年11月15日 |
| 7      | 7           | 死鬥的報酬        | 桧山彬            | 原隆史            | 原隆史            | 菊池隼也、石塚美雪                                                          | 2014年11月22日 |
| 8      | 8           | 冬之日、心之所在  | 佐藤和治          | 野中卓也          | 野中卓也          | 茂木貴之                                                                    | 2014年11月29日 |
| 9      | 9           | 兩人的距離        | 檜山彬 佐藤和冶   | 宇田明彦          | 宇田明彦          | 青木拓也                                                                    | 2014年12月6日  |
| 10     | 10          | 第五位契約者      | 一之瀨樹 佐藤和治 | 三浦貴博          | 丸山裕介          | 加藤泰久、佐藤哲人                                                          | 2014年12月13日 |
| 11     | 11          | 來訪者翩然而至    | 佐藤和治          | 高橋健司 原隆史   | 丸山裕介          | 緒方美枝子                                                                  | 2014年12月20日 |
| 12     | 12          | 最後的選擇        | 檜山彬 佐藤和治   | 白井俊行 高橋拓郎 | 白井俊行 高橋拓郎 | 須藤友德、田畑壽之 茂木貴之、小船井充 青木拓也、清水慶太 石塚美雪、菊池隼也 | 2014年12月27日 |
| 13     | 1           | 诀别之时          | 佐藤和治          | 三浦貴博          | 高橋拓郎          | 茂木貴之、石塚美雪 田畑壽之                                                 | 2015年4月4日   |
| 14     | 2           | 科爾基斯的公主    | 佐藤和治          | 原隆史            | 原隆史            | 青木拓也、緒方美枝子 須藤友德                                               | 2015年4月11日  |
| 15     | 3           | 神話的對決        | 檜山彬 佐藤和治   | 三浦貴博          | 野中卓也          | 佐藤哲人                                                                    | 2015年4月18日  |
| 16     | 4           | 冬之日、願望之形  | 一之瀨樹          | 一之瀨樹          | 宇田明彦          | 田畑壽之、石塚美雪 鹽島由佳                                                 | 2015年4月25日  |
| 17     | 5           | 暗劍、亮出獠牙    | 佐藤和治          | 阿部望 安田慎介   | 青柳隆平          | 菊池隼也、緒方美枝子                                                        | 2015年5月2日   |
| 18     | 6           | 緣之起始          | 檜山彬 佐藤和治   | 一之瀨樹          | 野中卓也          | 茂木貴之                                                                    | 2015年5月9日   |
| 19     | 7           | 理想的末路        | 佐藤和治          | 原隆史            | 丸山裕介          | 青木拓也、須藤友德                                                          | 2015年5月16日  |
| 20     | 8           | 無限劍製          | 佐藤和治          | 原隆史            | 原隆史            | 田畑壽之、石塚美雪 佐藤哲人                                                 | 2015年5月23日  |
| 21     | 9           | 答案              | 佐藤和治          | 三浦貴博          | 高橋拓郎          | 菊池隼也、緒方美枝子 鹽島由佳                                               | 2015年5月30日  |
| 22     | 10          | 冬之日、遙遠家路  | 佐藤和治          | 野中卓也          | 野中卓也          | 辻雅俊、茂木貴之                                                            | 2015年6月6日   |
| 23     | 11          | 顯現              | 佐藤和治          | 三浦貴博          | 三浦貴博 竹内將   | 青木拓也、石塚美雪 佐藤哲人                                                 | 2015年6月13日  |
| 24     | 12          | 無限之劍製        | 佐藤和治          | 白井俊之          | 白井俊之          | 茂木貴之、菊池隼也 鹽島由佳                                                 | 2015年6月20日  |
| 25     | 13          | 尾聲              | ufotable          | 三浦貴博          | 三浦貴博、竹内將  | 田畑壽之、須藤友德 青木拓也                                                 | 2015年6月27日  |
| 特典   | 特典        | sunny day         | 三浦貴博          | 三浦貴博          | 三浦貴博          | 須藤友德                                                                    | 2015年10月7日  |

## 播映
在近藤的建议下，第0、1和12集以一小时特别节目（SP）播出。其中第0集和第1集分别从凜和士郎视角来描绘原作游戏中的序章，两集间为形成相互呼应而均制成一小时SP。最初，制作团队并不打算把第12集做成一小时的剧集，但因为ufotable想播放原作游戏的主题曲《THIS ILLUSION》，所以决定作成一小时的剧集。由于SP较多（这是电视动画史上首次在同一季中播出三集一小时SP），所以在选取播出电视台时，制作团队优先考虑电视台节目播出的自由度，而非播出电视台的数量。
2014年9月28日，日本、美国、法国、德国和韩国等地进行了网上提前放映。动画第一季于2014年10月4日至12月27日在东京都会电视台（TOKYO MX）、BS11、栃木电视台和群马电视台首播，地面播出一小时后在流媒体平台niconico动画网络播出。首播两天后，GyaO!、万代频道和d Anime Store也开始网络播出。
第二季播出前，曾於2015年3月28日舉行先行放映會，播放第13集至15集（第二季1至3集）。第二季于2015年4月4日至6月27日播出，播出电视台与第一季相同。
由于播放时间的关系，部分无法播放的内容收录于BD-BOX中:135-152。此外，在三浦的提议下，原作游戏的另一个结局“sunny day”被制成特典映像:135-152。

## 出版光碟
動畫BD-BOX（即蓝光光碟套装）由Aniplex發行，共两卷，分别于2015年3月25日和10月7日发行。第一卷收录动画第0集至第12集，包含5枚本篇動畫蓝光光碟（BD）、原聲帶CD、第12集插曲《THIS ILLUSION》、特制小册子（包含製作人員訪谈、设定资料等内容）、由奈须蘑菇原創、武内崇绘画插图的特典小说《Garden of Avalon》。第二卷收录动画第13集至第25集包含5枚本篇動畫BD、原聲帶CD、第20集插曲《LAST STARDUST（soundtrack edit）》、特制小册子、特制资料集《Animation Elements》、广播剧CD《Curtain Call ～LET US DRIVE TOGETHER～》（俗称“伦敦篇”）、特典影像《sunny day》。两卷的本篇影像都加入了电视未播放影像。發售開始两星期內，銷量超過35,000份，為當季動畫新番的銷量冠軍。
DVD版以租賃影片的形式推出，共11卷，于2014年11月26日至2015年9月30日发行。